# Дібрівська сільська рада (Новомиргородський район)
Дібрі́вська сільська́ ра́да — адміністративно-територіальна одиниця та орган місцевого самоврядування в Новомиргородському районі Кіровоградської області. Адміністративний центр — село Дібрівка.

## Загальні відомості
- Територія ради: 60,325 км²
- Населення ради: 853 особи (станом на 2001 рік)

## Населені пункти
Сільській раді підпорядковані населені пункти:
- с. Дібрівка
- с. Бурти
- с. Василівка
- с. Зелене

## Склад ради
Рада складається з 12 депутатів та голови.
- Голова ради: Беценко Валерій Петрович

### Керівний склад попередніх скликань
| Прізвище, ім'я, по батькові | Основні відомості                                                                | Дата обрання | Дата звільнення |
| --------------------------- | -------------------------------------------------------------------------------- | ------------ | --------------- |
| Беценко Валерій Петрович    | Сільський голова, 1959 року народження, освіта професійно-технічна, безпартійний | 26.03.2006   | 31.10.2010      |
| Беценко Валерій Петрович    | Сільський голова, 1959 року народження, освіта професійно-технічна, безпартійний | 31.10.2010   | 25.10.2015      |
| Беценко Валерій Петрович    | Сільський голова, 1959 року народження, освіта професійно-технічна, безпартійний | 25.10.2015   |                 |

Примітка: таблиця складена за даними сайту Верховної Ради України та ЦВК

### Депутати VII скликання
За результатами місцевих виборів 2015 року депутатами ради стали:

#### За суб'єктами висування
| Суб'єкт висування | Кількість обраних депутатів | %      |
| ----------------- | --------------------------- | ------ |
| Самовисування     | 12                          | 100.00 |

#### За округами
| № округу | Прізвище, ім'я, по батькові     | Ким висунуто  | Дата нар.  | Освіта              | Партійна приналежність | Відомості                               |
| -------- | ------------------------------- | ------------- | ---------- | ------------------- | ---------------------- | --------------------------------------- |
| 1        | Бур'янувата Наталія Іванівна    | Самовисування | 05.08.1979 | вища                | безпартійна            | НВК с. Дібрівка, вчитель                |
| 2        | Дубчак Віктор Максимович        | Самовисування | 01.05.1959 | загальна середня    | безпартійний           | ТОВ «Агро контракт»-Н, механік          |
| 3        | Геращенко Володимир Миколайович | Самовисування | 12.08.1973 | професійно-технічна | безпартійний           | безробітний                             |
| 4        | Фільнюк Володимир Павлович      | Самовисування | 06.06.1971 | загальна середня    | безпартійний           | Дібрівська сільська рада, водій         |
| 5        | Івашко Іван Адамович            | Самовисування | 16.02.1964 | вища                | безпартійний           | ТОВ «Агро контракт»-Н, головний агроном |
| 6        | Дубчак Лідія Миколаївна         | Самовисування | 15.06.1973 | професійно-технічна | безпартійна            | Дібрівська сільська рада, бухгалтер     |
| 7        | Самійленко Анатолій Михайлович  | Самовисування | 15.12.1979 | загальна середня    | безпартійний           | ТОВ «Агро контракт»-Н, тракторист       |
| 8        | Нестеренко Вячеслав Васильович  | Самовисування | 06.04.1974 | загальна середня    | безпартійний           | безробітний                             |
| 9        | Драч Сергій Вікторович          | Самовисування | 09.10.1969 | загальна середня    | безпартійний           | ФГ « Драч С. В.», фермер                |
| 10       | Капустін Микола Григорович      | Самовисування | 19.12.1984 | загальна середня    | безпартійний           | ТОВ " Прищепівка ", механізатор         |
| 11       | Мороз Вадим Петрович            | Самовисування | 05.03.1962 | загальна середня    | безпартійний           | безробітний                             |
| 12       | Григораш Тетяна Миколаївна      | Самовисування | 07.11.1976 | вища                | безпартійна            | Дібрівська сільська рада, секретар      |

## Населення
Згідно з переписом УРСР 1989 року чисельність наявного населення сільської ради становила 1033 особи, з яких 416 чоловіків та 617 жінок.
За переписом населення України 2001 року в сільській раді мешкали 853 особи.

### Мова
Розподіл населення за рідною мовою за даними перепису 2001 року:
| Мова       | Відсоток |
| ---------- | -------- |
| українська | 98,12 %  |
| російська  | 1,41 %   |
| білоруська | 0,35 %   |
| молдовська | 0,12 %   |